# Nord-Ouest (schiereiland)
Nord-Ouest ("Noordwest") is een schiereiland dat het noordwestelijke deel van Haïti vormt. Op het schiereiland ligt het gelijknamige departement Nord-Ouest en een deel van Artibonite. Het is er erg droog, en vanuit de lucht ziet het er uit als een maanlandschap. Toch bevinden zich er kleine stukjes secundair woud op sommige hellingen in het binnenland. De hoogte loopt op tot 840 meter.